# Landesjugendring Schleswig-Holstein
Der Landesjugendring Schleswig-Holstein e.V. ist die Arbeitsgemeinschaft der Jugendverbände und Kreisjugendringe. Er hat aktuell 23 Mitgliedsverbände und zahlreiche Anschlussverbände mit insgesamt etwa 500.000 Mitgliedern. Die Mitglieder des Landesjugendrings, die Jugendverbände, verfügen über ca. 20.000 Ehrenamtliche und sind die Hauptanbieter von Ferien-, Freizeit- und Jugendbildungsmaßnahmen im Lande. Dem Landesjugendring sind die Kreisjugendringe in den 15 Kreisen und kreisfreien Städten des Landes angegliedert.
Das oberste Gremium des Landesjugendrings ist die Vollversammlung, die einmal jährlich stattfindet. Zwischen den Vollversammlungen berät und beschließt der Hauptausschuss über wichtige Vorhaben des Landesjugendrings. Der Vorstand führt die Geschäfte und bereitet die Beratungen und Beschlüsse der anderen Organe vor.
Auf Bundesebene ist der Landesjugendring Schleswig-Holstein Mitglied im Deutschen Bundesjugendring und gehört der zweimal im Jahr tagenden Konferenz der Landesjugendringe an.

## Mitgliedsverbände
- AEJSH Arbeitsgemeinschaft der Ev. Jugend in SH
- ASJ - Arbeiter-Samariter-Jugend Landesverband SH
- BDKJ - Bund der Deutschen Katholischen Jugend
- BdP Bund der Pfadfinderinnen und Pfadfinder LV SH/HH e.V.
- Bund der Alevitischen Jugendlichen in Deutschland (BDAJ)
- BUNDjugend SH
- dbb jugend schleswig-holstein
- Deutsche Philatelistenjugend Landesring Schleswig-Holstein
- Deutscher Jugendverband für Nordschleswig
- DGB-Jugend Nord
- DLRG-Jugend im DLRG Landesverband SH e.V.
- Johanniter-Jugend in der Johanniter-Unfall-Hilfe e.V.
- Jugendfeuerwehr im Landesfeuerwehrverband SH
- Junge Jäger Schleswig-Holstein
- Jugendrotkreuz im Deutschen Roten Kreuz
- Jugendverband im Schleswig-Holsteinischen Heimatbund
- Landesjugendwerk der AWO Schleswig-Holstein e.V.
- Landesmusikjugend im MVSH e.V.
- Landjugendverband Schleswig-Holstein e.V.
- SdU - Sydslesvigs danske Ungdomsforeninger e.V.
- SJD - Die Falken Landesverband SH
- Sportjugend im Landessportverband Schleswig-Holstein e.V.
- THW-Jugend Schleswig-Holstein

## Anschlussverbände
- ADS Grenzfriedensbund e. V. Arbeitsgemeinschaft Deutsches Schleswig
- CISV Kiel e.V.
- Der Kinderschutzbund Landesverband Schleswig-Holstein e.V.
- Deutsches Jugendherbergswerk Landesverband Nordmark e.V.
- Gesellschaft für Jugendeinrichtungen e.V. "Freizeit und Bildung am Meer"
- JEF Junge Europäische Föderalisten Schleswig-Holstein e.V.
- JugendAkademie Bad Segeberg
- Jugendgruppen der Kleintierfreunde im Landesverband SH
- Jugendnetzwerk Lambda Nord e.V.
- Jugendpresse Schleswig-Holstein
- LAG Jugendmusik
- LAG Spiel e.V.
- LSV Landesschülervertretung S.H. Gemeinschaftsschulen
- Landesverband der AmateurtheaterSchleswig-Holstein e.V.
- Lebenshilfe Schleswig-Holstein e. V.
- LSV Landesschülervertretung S.H. berufsbildende Schulen
- LSV Landesschülervertretung S.-H. Gymnasien
- Mixed Pickles e. V.
- Ring schleswig-holsteinischer Jugendbünde
- Schüler helfen Leben
- SoVD-Jugend im Sozialverband Deutschland e.V.
- Waldjugend

## Kreisjugendringe
- Flensburger Jugendring
- Jugendverband Neumünster
- Kieler Jugendring
- KJR Dithmarschen
- KJR Herzogtum Lauenburg
- KJR Nordfriesland
- KJR Ostholstein
- KJR Pinneberg
- KJR Plön
- KJR Rendsburg-Eckernförde
- KJR Schleswig-Flensburg
- KJR Segeberg
- KJR Steinburg
- KJR Stormarn
- Lübecker Jugendring